# Bisetocreagris chinacavernicola
Espèce
Synonymes
- Stenohya chinacavernicola Schawaller, 1995

Bisetocreagris chinacavernicola est une espèce de pseudoscorpions de la famille des Neobisiidae.

## Distribution
Cette espèce est endémique du Sichuan en Chine. Elle se rencontre à Huaying dans les grottes Dei et Chao-Tian.

## Description
Le mâle holotype mesure 4,5 mm et la femelle paratype 4,8 mm.

## Systématique et taxinomie
Cette espèce a été décrite sous le protonyme Stenohya chinacavernicola par Schawaller en 1995. Elle est placée dans le genre Bisetocreagris par Mahnert et Li en 2016.

## Publication originale
- Schawaller, 1995 : A review of the pseudoscorpion fauna of China (Arachnida: Pseudoscorpionida). Revue Suisse de Zoologie, vol. 102, no 4, p. 1045-1063 (texte intégral).